# 이응복
이응복은 대한민국의 텔레비전 프로듀서이다.

## 경력
- KBS 드라마본부 프로듀서
- CJ ENM 프로듀서
- 스튜디오 드래곤 프로듀서

## 연출 작품

### 드라마
- 2009년 KBS2 납량특집 드라마 《전설의 고향 - 금서》 ... 연출
- 2010년 KBS1 특별기획 드라마 《명가》 ... 공동연출
- 2010년 KBS2 드라마스페셜 《위대한 계춘빈》 ... 연출
- 2011년 KBS2 월화 미니시리즈 《드림하이》 ... 공동연출
- 2012년 KBS2 월화 미니시리즈 《드림하이 2》 ... 공동연출
- 2012년 KBS2 드라마스페셜 《유리감옥》 ... 연출
- 2012년 KBS2 월화 미니시리즈 《학교 2013》 ... 공동연출
- 2013년 KBS2 드라마스페셜 《내 친구는 아직 살아있다》 ... 연출
- 2013년 KBS2 수목 미니시리즈 《비밀》 ... 공동연출
- 2014년 KBS2 드라마스페셜 《꿈꾸는 남자》 ... 연출
- 2014년 KBS2 월화 미니시리즈 《연애의 발견》 ... 공동연출
- 2014년 KBS2 드라마스페셜 《다르게 운다》 ... 연출
- 2016년 KBS2 수목 미니시리즈 《태양의 후예》 ... 공동연출
- 2016년 ~ 2017년 tvN 금토 미니시리즈 《쓸쓸하고 찬란하神 - 도깨비》 ... 연출
- 2018년 tvN 주말 미니시리즈 《미스터 션샤인》 ... 연출
- 2020년 NEXFILX 오리지널 드라마 《스위트홈》 ... 연출
- 2021년 tvN 주말 미니시리즈 《지리산》 ... 연출
- 2023년 NEXFILX 오리지널 드라마 《스위트홈 2》 ... 연출
- 2024년 NEXFILX 오리지널 드라마 《스위트홈 3》 ... 연출
- 2025년 SBS 월화드라마 《친애하는 X》 ... 연출

## 수상 경력 및 후보
| 연도 | 시상식                         | 부문                        | 작품                       | 결과 |
| ---- | ------------------------------ | --------------------------- | -------------------------- | ---- |
| 2014 | 2014 휴스턴국제영화제          | 드라마 부문 동상            | 비밀                       | 수상 |
| 2016 | 제52회 백상예술대상            | TV부문 드라마 작품상        | 태양의 후예                | 후보 |
| 2016 | 제52회 백상예술대상            | TV부문 연출상 (with 백상훈) | 태양의 후예                | 후보 |
| 2016 | 제43회 한국방송대상            | 중단편드라마부문 작품상     | 태양의 후예                | 수상 |
| 2016 | 제11회 서울 드라마 어워즈      | 한류드라마 최우수작품상     | 태양의 후예                | 수상 |
| 2016 | 제5회 아시아태평양 스타 어워즈 | 올해의 드라마상             | 태양의 후예                | 수상 |
| 2016 | 제9회 코리아 드라마 어워즈     | 드라마 작품상               | 태양의 후예                | 수상 |
| 2017 | 제29회 한국PD대상              | 작품상 드라마부문           | 태양의 후예                | 수상 |
| 2017 | 2017 휴스턴 국제영화제         | 심사위원 특별상             | 태양의 후예                | 수상 |
| 2017 | 제53회 백상예술대상            | TV부문 드라마 작품상        | 쓸쓸하고 찬란하神 - 도깨비 | 후보 |
| 2017 | 제53회 백상예술대상            | TV부문 연출상               | 쓸쓸하고 찬란하神 - 도깨비 | 후보 |
| 2017 | 제11회 케이블방송대상          | 드라마부문 대상             | 쓸쓸하고 찬란하神 - 도깨비 | 수상 |
| 2017 | 제10회 코리아 드라마 어워즈    | 작품상                      | 쓸쓸하고 찬란하神 - 도깨비 | 수상 |
| 2017 | 제10회 코리아 드라마 어워즈    | 프로듀서상                  | 쓸쓸하고 찬란하神 - 도깨비 | 후보 |
| 2017 | 제8회 대한민국 대중문화예술상  | 국무총리 표창               | 빈칸                       | 수상 |
| 2019 | 제55회 백상예술대상            | TV부문 드라마 작품상        | 미스터 션샤인              | 후보 |
| 2019 | 제55회 백상예술대상            | TV부문 연출상               | 미스터 션샤인              | 후보 |